# Río Pucará (vattendrag i Argentina, Neuquén)
Río Pucará är ett vattendrag i Argentina.   Det ligger i provinsen Neuquén, i den sydvästra delen av landet, 1 300 km sydväst om huvudstaden Buenos Aires.
I omgivningarna runt Río Pucará växer i huvudsak blandskog. Runt Río Pucará är det mycket glesbefolkat, med 6 invånare per kvadratkilometer.